# Eublemma apicata
Eublemma apicata är en fjärilsart som beskrevs av William Lucas Distant 1898. Eublemma apicata ingår i släktet Eublemma och familjen nattflyn. Inga underarter finns listade i Catalogue of Life.

## Bildgalleri

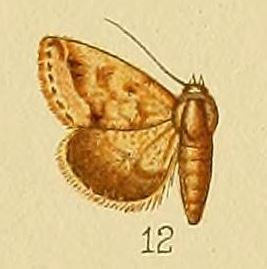